# Expo Tel Aviv

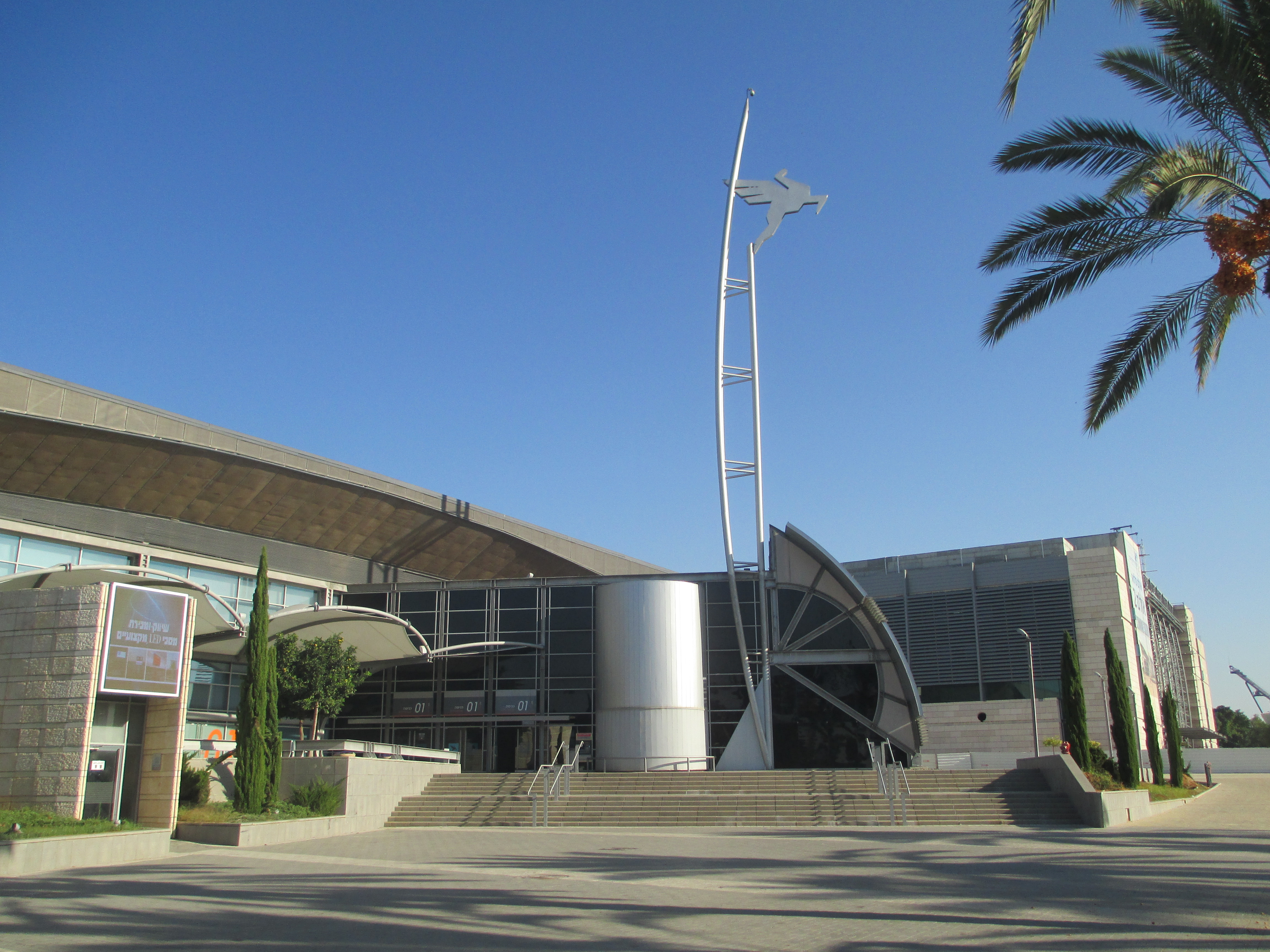
Expo Tel Aviv

Expo Tel Aviv (Hebreiska: מרכז הירידים והקונגרסים בישראל) är en anläggning för konserter, utställningar och konferenser i Tel Aviv, Israel. Den stod färdig 1959 och designades av Aryeh Elhanani. Under årens lopp har arenan haft gästartister som Iggy Pop, Nine Inch Nails, Thirty Seconds to Mars, Placebo, Dream Theater, Lady Gaga, Pitbull, Kaiser Chiefs, Simple Plan, Tokio Hotel, Faith No More, MGMT, Dinosaur Jr., LCD Soundsystem, The Drums, PIL, Missy Elliott, Akon, David Guetta, Avicii, Kygo, Hardwell och Armin van Buuren.
Eurovision Song Contest 2019 hölls i arenan mellan den 14 och 18 maj 2019.